# Tony Attwood
Anthony John Attwood (ur. 9 lutego 1952 w Birmingham) – brytyjski psycholog. Zajmuje się zaburzeniami ze spektrum autyzmu, m.in. zespołem Aspergera.
Jest autorem książki Asperger's Syndrome: A Guide for Parents and Professionals, przełożonej na ponad 25 języków.

## Twórczość książkowa
- Why Does Chris Do That?. AAPC Publishing, 2003. ISBN 978-1-931282-50-5. Brak numerów stron w książce
- Asperger's syndrome. Jessica Kingsley Pub, 1998. ISBN 978-1-85302-577-8. Brak numerów stron w książce
- The complete guide to Asperger's syndrome. Jessica Kingsley Pub, 2006. ISBN 978-1-84310-495-7. Brak numerów stron w książce
- Exploring Feelings. Future Horizons Inc, 2004. ISBN 978-1-932565-21-8. Brak numerów stron w książce
- Exploring Feelings: Anxiety. Future Horizons Inc, 2004. ISBN 978-1-932565-22-5. Brak numerów stron w książce
- Asperger's Diagnostic Assessment. 2004. ISBN 978-1-932565-17-1. Brak numerów stron w książce
- From Like to Love for Young People with Aspergers Syndrome (Autism Spectrum Disorder): Learning How to Express and Enjoy Affection with Family and Friends. Jessica Kingsley Pub, 2013. ISBN 978-0-857007-77-3. Brak numerów stron w książce